# آرنا پو
آرنا پو (به ایتالیایی: Arena Po) یک کومونه در ایتالیا است که در استان پاویا واقع شده‌است.

## خصوصیات
آرنا پو ۲۲٫۳ کیلومترمربع مساحت و ۱٬۵۹۵ نفر جمعیت دارد و ۶۱ متر بالاتر از سطح دریا واقع شده‌است.